# Victor von Carben

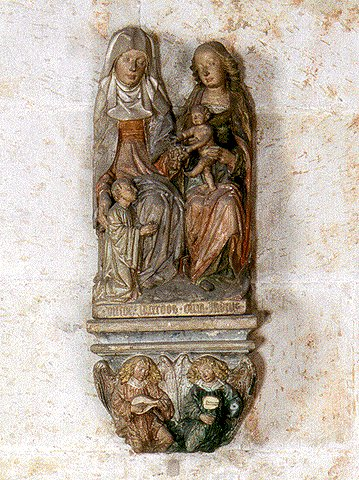
Meister der von Carbenschen Gedächtnisstiftung: Anna Selbdritt mit dem Stifter Victor von Carben, Dom zu Köln

Victor von Carben, auch von Karben (geboren 1422; gestorben am 2. Februar 1515) war ein deutscher Rabbiner, der vom Judentum zum katholischen Glauben übertrat und Priester wurde.

## Leben
1482 konvertierte er und ließ sich zum Priester weihen. Seit 1486 gehörte er zur theologischen Fakultät der Universität zu Köln.
Er war beteiligt an dem Disput um Johannes Pfefferkorn und war einer von drei kaiserlichen Kommissaren, die ernannt wurden, um jüdische Schriften nach blasphemischen Äußerungen gegenüber dem Christentum hin zu untersuchen. Die anderen Kommissare waren Johannes Pfefferkorn, Johann Reuchlin und Jakob van Hoogstraten. Seine Arbeit, das Judenbüchlein, welches 1508 in Köln veröffentlicht wurde, beschreibt die Lebensumstände und Bräuche der Juden im Hinblick auf ihre Bekehrung.  Er führte den Disput mit gelehrten Juden vor dem Kölner Erzbischof in Bonn und unterstützte die Vertreibung von Juden aus Brühl, Deutz und anderen Städten in der Gegend, obwohl er wie Pfefferkorn versuchte die Christen davon zu überzeugen, dass die Misshandlung von Juden nicht zu ihrem Glaubenswechsel beitrage.
Sein Epitaph mit einer Inschrift findet sich in St. Ursula.
Victor von Carben stiftete insgesamt sieben Sandsteinreliefs an Pfeilern bei der Marienkapelle im Kölner Dom. Diese werden dem danach sogenannten Meister der von Carbenschen Gedächtnisstiftung oder auch Victor von Carben-Meister zugeschrieben.

## Schriften
- Opus Aureum ac Novum in quo Omnes Judæorum Errores Manifestantur. Köln 1509.
- Propugnaculum Fidei Christianæ, Instar Dialogi inter Christianum et Judæum, in quo quod Jesus Verus Messias, Verus Deus et Homo, Totiusque Humani Generis Salvator Sit Demonstratur. Köln 1504–1508.